# Série Canada/Russie CIBC

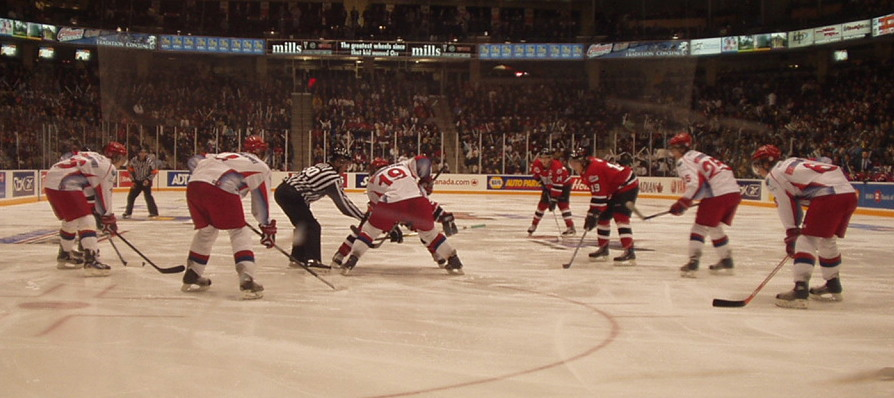

La  Série Canada/Russie CIBC (en anglais : Subway Super Series) est un tournoi annuel de hockey sur glace composé de six matchs amicaux. Il met aux prises l'Équipe de Russie junior contre les joueurs étoiles des trois ligues de la Ligue canadienne de hockey. Le commanditaire actuel est Subway. L'évènement est créé en 2003 sous le nom de Challenge Re/Max Canada-Russie (anglais : Re/Max Canada-Russia Challenge). De 2004 à 2008, il se nomme ADT Challenge Canada-Russie (anglais : ADT Canada-Russia Challenge) puis Super Série Subway de 2009 à 2014.
La sélection russe joue deux matchs chez chaque hôte en l'occurrence la Ligue de hockey junior Maritimes Québec, Ligue de hockey de l'Ontario et la Ligue de hockey de l'Ouest. De nombreux joueurs de la LCH composent l'équipe du Canada junior.

## Challenge Re/Max Canada-Russie 2003
| Date                           | Lieu                      | Vainqueur         | Vaincu            |
| ------------------------------ | ------------------------- | ----------------- | ----------------- |
| 17 novembre                    | London (Ontario)          | Étoiles LHO 7     | 1 Sélection russe |
| 19 novembre                    | Sarnia (Ontario)          | Étoiles LHO 4     | 0 Sélection russe |
| 20 novembre                    | Halifax (Nouvelle-Écosse) | Sélection russe 3 | 2 Étoiles LHJMQ   |
| 24 novembre                    | Rimouski (Québec)         | Étoiles LHJMQ 6   | 3 Sélection russe |
| 26 novembre                    | Calgary (Alberta)         | Étoiles LHOu 4    | 1 Sélection russe |
| 27 novembre                    | Brandon (Manitoba)        | Étoiles LHOu 7    | 1 Sélection russe |
| LCH remporte la série 5-1 30-9 |                           |                   |                   |

## Challenge ADT Canada-Russie 2004
| 22 novembre                     | Québec (Québec)       | Sélection russe 4 | 3 Étoiles LHJMQ   | TF (3:0) | 23 novembre | Montréal (Québec) | Sélection russe 4 | 3 Étoiles LHJMQ | TF (3:0) |
| 25 novembre                     | Barrie (Ontario)      | Étoiles LHO 3     | 1 Sélection russe |          |             |                   |                   |                 |          |
| 28 novembre                     | Mississauga (Ontario) | Étoiles LHO 5     | 2 Sélection russe |          |             |                   |                   |                 |          |
| 1er décembre                    | Red Deer (Alberta)    | Étoiles LHOu 6    | 0 Sélection russe |          |             |                   |                   |                 |          |
| 2 décembre                      | Lethbridge (Alberta)  | Étoiles LHOu 5    | 2 Sélection russe |          |             |                   |                   |                 |          |
| LCH remporte la série 4-2 25-13 |                       |                   |                   |          |             |                   |                   |                 |          |

## Challenge ADT Canada-Russie 2005
| Date                            | Lieu                        | Vainqueur       | Vaincu            |
| ------------------------------- | --------------------------- | --------------- | ----------------- |
| 21 novembre                     | Drummondville (Québec)      | Étoiles LHJMQ 7 | 4 Sélection russe |
| 22 novembre                     | Moncton (Nouveau-Brunswick) | Étoiles LHJMQ 6 | 4 Sélection russe |
| 24 novembre                     | Kitchener (Ontario)         | Étoiles LHO 5   | 2 Sélection russe |
| 28 novembre                     | Peterborough (Ontario)      | Étoiles LHO 5   | 1 Sélection russe |
| 30 novembre                     | Saskatoon (Saskatchewan)    | Étoiles LHOu 9  | 2 Sélection russe |
| 1er décembre                    | Regina (Saskatchewan)       | Étoiles LHOu 3  | 1 Sélection russe |
| LCH remporte la série 6-0 35-14 |                             |                 |                   |

## Challenge ADT Canada-Russie 2006
| Date                            | Lieu                              | Vainqueur       | Vaincu            |
| ------------------------------- | --------------------------------- | --------------- | ----------------- |
| 20 novembre                     | Rouyn-Noranda, Québec             | Étoiles LHJMQ 6 | 2 Sélection russe |
| 21 novembre                     | Val-d'Or, Québec                  | Étoiles LHJMQ 4 | 3 Sélection russe |
| 23 novembre                     | Sarnia (Ontario)                  | Étoiles LHO 5   | 0 Sélection russe |
| 27 novembre                     | Oshawa (Ontario)                  | Étoiles LHO 4   | 3 Sélection russe |
| 29 novembre                     | Chilliwack (Colombie-Britannique) | Étoiles LHOu 5  | 3 Sélection russe |
| 30 novembre                     | Kamloops (Colombie-Britannique)   | Étoiles LHOu 8  | 1 Sélection russe |
| LCH remporte la série 6-0 32-12 |                                   |                 |                   |

## Challenge ADT Canada-Russie 2007
| Date                            | Lieu                            | Vainqueur         | Vaincu            |
| ------------------------------- | ------------------------------- | ----------------- | ----------------- |
| 19 novembre                     | Chicoutimi (Québec)             | Sélection russe 6 | 4 Étoiles LHJMQ   |
| 21 novembre                     | Gatineau (Québec)               | Étoiles LHJMQ 3   | 2 Sélection russe |
| 22 novembre                     | Kitchener (Ontario)             | Étoiles LHO 5     | 3 Sélection russe |
| 26 novembre                     | Sudbury (Ontario)               | Étoiles LHO 4     | 2 Sélection russe |
| 28 novembre                     | Cranbook (Colombie-Britannique) | Sélection russe 5 | 1 Étoiles LHOu    |
| 29 novembre                     | Medicine Hat (Alberta)          | Étoiles LHOu 4    | 1 Sélection russe |
| LCH remporte la série 4-2 21-19 |                                 |                   |                   |

## Challenge ADT Canada-Russie 2008
| Date                            | Lieu                           | Vainqueur         | Vaincu            |
| ------------------------------- | ------------------------------ | ----------------- | ----------------- |
| 17 novembre                     | Sydney (Nouvelle-Écosse)       | Étoiles LHJMQ 5   | 3 Sélection russe |
| 19 novembre                     | Saint-Jean (Nouveau-Brunswick) | Sélection russe 4 | 3 Étoiles LHJMQ   |
| 20 novembre                     | Guelph (Ontario)               | Étoiles LHO 6     | 3 Sélection russe |
| 24 novembre                     | Saint Catharines (Ontario)     | Étoiles LHO 3     | 2 Sélection russe |
| 26 novembre                     | Swift Current (Saskatchewan)   | Étoiles LHOu 5    | 0 Sélection russe |
| 27 novembre                     | Prince Albert (Saskatchewan)   | Étoiles LHOu 2    | 1 Sélection russe |
| LCH remporte la série 5-1 24-13 |                                |                   |                   |

## Subway Super Series 2009
| Date                            | Lieu                            | Vainqueur       | Vaincu            |
| ------------------------------- | ------------------------------- | --------------- | ----------------- |
| 16 novembre                     | Drummondville (Québec)          | Étoiles LHJMQ 3 | 1 Sélection russe |
| 18 novembre                     | Shawinigan (Québec)             | Étoiles LHJMQ 8 | 3 Sélection russe |
| 19 novembre                     | Barrie (Ontario)                | Étoiles LHO 5   | 2 Sélection russe |
| 23 novembre                     | Windsor (Ontario)               | Étoiles LHO 5   | 2 Sélection russe |
| 25 novembre                     | Victoria (Colombie-Britannique) | Étoiles LHOu 2  | 1 Sélection russe |
| 26 novembre                     | Kelowna (Colombie-Britannique)  | Étoiles LHOu 4  | 2 Sélection russe |
| LCH remporte la série 6-0 27-11 |                                 |                 |                   |

## Subway Super Series 2010
| Date                                  | Lieu                                 | Vainqueur       | Score | Vaincu          |
| ------------------------------------- | ------------------------------------ | --------------- | ----- | --------------- |
| 8 novembre 2010                       | Saint-Jean (Nouveau-Brunswick)       | Sélection russe | 5-4   | Étoiles LHJMQ   |
| 10 novembre 2010                      | Drummondville (Québec)               | Sélection russe | 4-3   | Étoiles LHJMQ   |
| 11 novembre 2010                      | London (Ontario)                     | Étoiles LHO     | 4-0   | Sélection russe |
| 15 novembre 2010                      | Sudbury (Ontario)                    | Étoiles LHO     | 2-1   | Sélection russe |
| 17 novembre 2010                      | Kamloops (Colombie-Britannique)      | Sélection russe | 7-6   | Étoiles LHOu    |
| 18 novembre 2010                      | Prince George (Colombie Britannique) | Sélection russe | 5-2   | Étoiles LHOu    |
| La Russie remporte la série 4-2 22-21 |                                      |                 |       |                 |

## Super Série Subway 2011
| Date                                                         | Lieu               | Vainqueur       | Score | Vaincu |                 |
| ------------------------------------------------------------ | ------------------ | --------------- | ----- | ------ | --------------- |
| 7 novembre 2011                                              | Victoriaville      | Sélection russe | 2     | 0      | Étoiles LHJMQ   |
| 9 novembre 2011                                              | Québec             | Sélection russe | 5     | 4 T.F. | Étoiles LHJMQ   |
| 10 novembre 2011                                             | Ottawa             | Étoiles LHO     | 10    | 7      | Sélection russe |
| 14 novembre 2011                                             | Sault-Sainte-Marie | Étoiles LHO     | 6     | 3      | Sélection russe |
| 16 novembre 2011                                             | Regina             | Étoiles LHOu    | 5     | 2      | Sélection russe |
| 17 novembre 2011                                             | Moose Jaw          | Sélection russe | 7     | 5      | Étoiles LHOu    |
| La LCH remporte la série 3-3 (10-8 au total de points) 32-24 |                    |                 |       |        |                 |

## Super Série Subway 2012
| Date                                  | Lieu       | Vainqueur       | Score | Vaincu |                 |
| ------------------------------------- | ---------- | --------------- | ----- | ------ | --------------- |
| 5 novembre 2012                       | Boisbriand | Sélection russe | 6     | 2      | Étoiles LHJMQ   |
| 7 novembre 2012                       | Val-d'Or   | Étoiles LHJMQ   | 5     | 2      | Sélection russe |
| 8 novembre 2012                       | Guelph     | Sélection russe | 2     | 1      | Étoiles LHO     |
| 12 novembre 2012                      | Sarnia     | Étoiles LHO     | 2     | 1      | Sélection russe |
| 14 novembre 2012                      | Vancouver  | Étoiles LHOu    | 1     | 0 T.F. | Sélection russe |
| 15 novembre 2012                      | Victoria   | Sélection russe | 5     | 2      | Étoiles LHOu    |
| La Russie remporte la série 3-3 17-13 |            |                 |       |        |                 |

## Bilan
| Russie    | 8  | 37 | 0 | 100 | 205 |  |  |  |  |  |
|           |    |    |   |     |     |  |  |  |  |  |
| LHO       | 15 | 0  | 0 | 70  | 24  |  |  |  |  |  |
| LHOu      | 13 | 1  | 0 | 65  | 21  |  |  |  |  |  |
| LHJMQ     | 9  | 5  | 2 | 70  | 55  |  |  |  |  |  |
|           |    |    |   |     |     |  |  |  |  |  |
| Total LCH | 37 | 6  | 2 | 205 | 100 |  |  |  |  |  |